# Droit archivistique en Suisse
En Suisse, le droit archivistique est réglé de manière fédéraliste : chaque canton a sa propre loi et/ou règlement (ordonnance) archivistique. Il existe également une réglementation archivistique dans certaines villes et grandes communes. La Confédération a édicté une loi sur l'archivage en 1998. Cela n’a eu aucun effet direct sur les cantons, les villes et les communes, bien que les cantons qui ont légiféré après 1998 se soient inspirés des dispositions fédérales.
À cause du fédéralisme, les réglementations sont très diverses, en particulier en ce qui concerne les délais de protection. Elles offrent cependant souvent une structure similaire. Chaque archive est issue d’une tradition historique et réglementaire propre. Par exemple, les archives d'État d'un canton universitaire n’évolueront pas dans le même environnement que celles d'un canton non-universitaire.

## Histoire du droit archivistique
Jusque dans les années 1980, la réglementation archivistique se résumait la plupart du temps à quelques dispositions réglementaires inscrites dans les textes réglant les fonctions exécutives qui en était chargées, à l'exception du canton de Genève qui, dès 1925, s’est doté d’une « Loi sur les archives publiques ». En 1984 et 1989 les cantons du Jura et de Neuchâtel se dotèrent également d’une loi sur les archives. Les motivations en étaient très différentes : pour le Jura il s’agissait de doter le canton nouvellement créé d'une organisation archivistique, pour Neuchâtel il s’agissait de répondre au défi des nouveaux supports numériques, et d’éclaircir des délais de protection problématiques.
Un nouveau développement législatif a pris place dans les années 1990 avec l’émergence des lois sur la protection des données. Leur priorité était la protection de la personnalité (protection des données). Dans l'ordre d'adoption, les cantons suivants disposent désormais d'une loi sur les archives ou sur l'archivage : Jura (1984 et 2011), Neuchâtel (1989), Zurich (1995), Bâle-Ville (1996), Genève (2000), Glaris et Lucerne (2003), Zoug (2004), Bâle-Campagne, Soleure (2006), Berne (2009), Tessin (2011) et Vaud (2012). À proprement parler, il s'agit dans la plupart des cas de lois sur l'archivage plutôt que de lois sur les archives, dans la mesure où elles règlent les processus de l'archivage.
Dans les autres cantons, l'archivage est réglé seulement par des règlements, dont certains datent de 30 ans. Souvent ces règlements traitent des archives parmi d’autres dispositions relatives à l’organisation de l’État.
En Argovie, une « Loi sur l'information du public, la protection des données et les archives » (IDAG) a été adoptée en 2006. C’est une première en Suisse de fondre ces trois thématiques dans un seul texte réglementaire. L'État du Valais a choisi la même option avec une loi commune, adoptée en 2008. À Genève, ces trois domaines ont été coordonnés par une succession de révisions législatives : la « Loi sur les archives » (LArch en 2000 et son règlement en 2001), la « Loi sur l'information du public, l'accès aux documents et la protection des données personnelles » (LIPAD en 2001-2008).
À côté des lois et règlements proprement archivistiques, il existe d'autres normes légales spécifiques ayant une incidence sur la gestion des archives. Ainsi, par exemple, la Confédération, le canton de Bâle-Ville et celui de Vaud connaissent une réglementation sur la protection des documents personnels. L’accès aux documents d'archives peut aussi être limité par le secret professionnel, dont le non-respect est sanctionné par des peines d’amende ou de prison, selon l’article 321 du code pénal. Une revue exhaustive des dispositions particulières demanderait un travail considérable.

## Droit d'accès et documents administratifs
Certains cantons ont réglé la question des droits d'accès aux documents archivés dans d’autres dispositions légales que des textes archivistiques. Le canton du Valais l’a fait par exemple, dans la loi et le règlement sur l'encouragement culturel (LPrC, art. 29). Dans les cantons de Berne, de Soleure et de Vaud le droit d'accès n’est pas réglé dans une loi archivistique, mais dans une loi et un règlement sur l’accès aux documents publics. Dans ces trois cantons, on considère que le public a droit d’accéder aux documents publics pour autant qu’un autre intérêt prépondérant ne s’y oppose pas, indépendamment de leur emplacement actuel dans les services ou dans les archives. Logiquement les lois et règlements sur l’archivage de ces cantons ne contiennent que des notes marginales (Vaud) ou aucune disposition (Berne, Soleure) sur l'accès aux documents archivés. La Confédération ainsi que les cantons d'Appenzell Rhodes extérieure et Genève connaissent le principe d’accès au documents publics. Cependant l'accès aux documents archivés est réglé principalement dans les lois et règlements d'archives.

## Lois et règlements d’archives au niveau fédéral et cantonal
NB : Les législations en langue allemande sont indiquées sans traduction.
Confédération
- La loi fédérale sur l'archivage du 26 juin 1998 (LAr) (RS 152.1)
- Ordonnance du 8 septembre 1999 relative à la loi fédérale sur l’archivage (Ordonnance sur l’archivage, OLAr) (RS 152.11)
- Ordonnance du Tribunal fédéral du 27 septembre 1999 portant application de la loi fédérale sur l’archivage (RS 152.21)
- Ordonnance du 26 octobre 1999 du Tribunal fédéral des assurances portant application de la loi fédérale sur l’archivage (RS 152.22)
- Autres règlements ou directives d’applications portant sur la gestion des documents, sur le site des Archives fédérales
- Loi fédérale sur la protection des données (LPD) du 19 juin 1992 et Ordonnance concernant la protection des données personnelles dans l’administration fédérale (OPDC) du 26 octobre 2011

Canton d'Argovie
- Verordnung über die Archivierung (Archivverordnung) vom 6. Mai 1998 (SAR 150.711)
- Verordnung über die Information der Öffentlichkeit, den Datenschutz und das Archivwesen (VIDAG)vom 26. September 2007  (SAR 150.711)

Canton d'Appenzell Rhodes extérieures
- Verordnung über das Archivwesen (Archivverordnung) vom 14. November 1988 (bGS 421.11)
- Gesetz über Information und Akteneinsicht (Informationsgesetz) vom 28. April 1996 (bGS 133.1)
- Gesetz über den Datenschutz (Datenschutzgesetz) (bGS 146.1)

Canton d'Appenzell Rhodes intérieures
- Standeskommissionsbeschluss über das Landesarchiv vom 27. Oktober 1992 (BGS 432.101)
- Datenschutzgesetz (DSchG) vom 30. April 2000 (BSG 172.800)

Canton de Bâle-Campagne
- Gesetz über die Archivierung (Archivierungsgesetz) vom 11. Mai 2006(SGS 163)
- Verordnung zum Datenschutzgesetz vom 7. März 1991 (SGS 162)
- Verordnung zum Personalgesetz (Personalverordnung) vom 19. Dezember 2000 (SGS 150.11)
- Verordnung über die Aktenführung vom 17. Dezember 2002 (SGS 140.13)

Canton de Bâle-Ville
- Gesetz über das Archivwesen (Archivgesetz) vom 11. September 1996 (SG 153.600)
- Verordnung über die Registraturen und das Archivieren (Registratur- und Archivierungsverordnung) vom 13. Oktober 1998 (SG 153.610)
- Gesetz über den Schutz von Personendaten (Datenschutzgesetz) vom 18. März 1992 (SG 153.260)

Canton de Berne
- Loi sur l'information du public (loi sur l'information, LIn) du 2 novembre 1993 (BAG 107.1)
- Ordonnance sur l'information du public (Ordonnance sur l’information; OIn) du 26 octobre 1994 (BAG 107.111)
- Loi sur la protection des données (LCPD) du 19 février 1986(BAG 152.04)
- Ordonnance sur les Archives de l'État de Berne du 24 juin 1992 (BAG 421.21)
- Loi sur l’archivage (LArch) du 31 mars 2009 et Ordonnance sur l’archivage (OArch) du 4 novembre 2009

Canton de Fribourg
- Loi du 10 septembre 2015 sur l’archivage et les Archives de l’État (LArch) (ROF 2015_088)  et Règlement du ... [en attente de validation, 2017] sur l'archivage

Canton de Genève
- Loi sur l’information du public, l’accès aux documents et la protection des données personnelles (LIPAD) du 5 octobre 2001, modifiée le 9 octobre 2008 (ajout de la protection des données personnelles) (RSG A 2 08)
- Loi sur les archives publiques du 1er décembre 2000 (RSG B 2 15)
- Règlement d'application de la loi sur les archives publiques du 21 août 2001 (RSG B 2 15.01)

Canton de Glaris
- Gesetz über das Archivwesen vom 4. Mai 2003 (GS II A/7/1)
- Verordnung zum Archivgesetz vom 25. Oktober 2005 (GS II A/7/2)
- Reglement über die Organisation des Landesarchivs und die Ablieferung von Akten vom 4. April 1972 (GS IV F/3)
- Gesetz über den Schütz von Personendaten vom 5. Mia 2002 (GS I F/1)

Canton des Grisons
- Verordnung für das Staatsarchiv Graubünden vom 5. September 1988 (BR 490.100)
- Verordnung über die Gemeinde-, Kreis- und Bezirksarchive vom 5. September 1988 (BR 490.150)
- Kantonales Datenschutzgesetz (KDSG) vom 10. Juni 2001 (BR 171.100)

Canton du Jura
- Loi sur l'archivage du 20 octobre 2010 (RSJU 441.21)
- Ordonnance sur les archives publiques de la République et Canton du Jura du 7 avril 1988 (RSJU 441.211)
- Arrêté portant adhésion de la République et Canton du Jura à la convention intercantonale relative à la protection des données et à la transparence dans les cantons du Jura et de Neuchâtel CPDT-JUNE (RSJU 170.41)
- Loi sur les archives publiques de la République et Canton du Jura du 11 octobre 1984 (abrogée)

Canton de Lucerne
- Gesetz über das Archivwesen (Archivgesetz) vom 16. Juni 2003 (SRL 585)
- Verordnung zum Archivgesetz (Archivverordnung) vom 9. Dezember 2003 (SRL 586)

Canton de Neuchâtel
- Loi sur l'archivage (LArch) du 22 février 2011 et Règlement d'exécution de la loi sur l'archivage du 29 avril 2013
- Convention intercantonale relative à la protection des données et à la transparence dans les cantons du Jura et de Neuchâtel (CPDT-JUNE) du 9 mai 2012
- Loi sur les archives de l'État du 9 octobre 1989 (RSN 442.20)  (abrogée)
- Arrêté d'exécution de la loi sur les archives de l'État du 2 mai 1990 (RSN 442.21)  (abrogée)
- Arrêté versant définitivement le double du fichier du ministère public au service des archives de l'État du 19 février 1992 (RSN 442.22)
- Loi cantonale sur la protection de la personnalité (LCPP), du 14 décembre 1982 (RSN 150.30)  (abrogée)
- Règlement d'exécution de la loi cantonale sur la protection de la personnalité du 20 juin 1988 (RSN 150.31)  (abrogé)

Canton de Nidwald
- Verordnung über das Staatsarchiv vom 18. Oktober 1996 (GDB 131.21)
- Gesetz über den Datenschutz (Kantonales Datenschutzgesetz, kDSG) vom 01.06.2008 (GDB 232.1)

Canton d’Obwald
- Verordnung über das Staatsarchiv vom 18. Oktober 1996 (GDB 131.21)
- Gesetz über den Datenschutz  (Datenschutzgesetz) vom 1 November 2008 (GDB 137.1)

Canton de Saint Gall
- Gesetz über Aktenführung und Archivierung vom 19.04.2011 (sGS 147.1)
- Verordnung über Aktenführung und Archivierung vom 19.03.2019 (sGS 147.11)

Canton de Schaffhouse
- Verordnung über das Staatsarchiv und die Archivierung der Verwaltungsakten (Archivverordnung) vom 8. Februar 1994 (SHR 172.301)

Canton de Schwyz
- Verordnung über das Archivwesen des Kantons Schwyz vom 1. Juli 1994 (SRSZ 140.611)
- Gesetz über die Öffentlichkeit der Verwaltung und den Datenschutz vom 23. Mai 2007 (SRSZ 140.410)

Canton de Soleure
- Informations- und Datenschutzgesetz vom 21. Februar 2001 (BGS 114.1)
- Informations- und Datenschutzverordnung vom 10. Dezember 2001 (BGS 114.2)
- Archivgesetz  vom 25. Januar 2006 (BGS 122.51)
- Archivverordnung (ArchivVO) vom 23. Oktober 2006 (BGS 122.511)

Canton de Thurgovie
- Reglement des Regierungsrates über das Staatsarchiv vom 6. Dezember 1988 (RB 432.111)
- Verordnung des Regierungsrates über die Gemeindearchive vom 9. Februar 1948 (RB 432.161)

Canton du Tessin
- Legge sull’archiviazione e sugli archivi pubblici (LArch) del 15 marzo 2011 (164.100)
- Regolamento della legge sull’archiviazione e sugli archivi pubblici (RLArch) del del 28 marzo 2012 (164.110)

Canton d’Uri
- Archivreglement vom 4. Juni 2002 (RB 10.6212)

Canton du Valais
- Loi sur la promotion de la culture (KFG) du 15 novembre 1996 (RDV 440.1)
- Règlement sur la promotion de la culture du 7 juillet 1999 (RDV 440.100)
- Règlement concernant les archives de l'administration d'État du 17 novembre 1982 (RDV 440.102)
- Arrêté concernant la réorganisation des archives communales et bourgeoisiales du 18 juin 1922 (RDV 440.103)  (abrogé?)
- Règlement sur l’archivage des dossiers judiciaires du 5 septembre 2005 (RDV 173.102)
- Loi concernant la protection des données à caractère personnel du 18 juin 1984 (RSV 235.1)  (abrogée?)
- Règlement d’exécution de la loi concernant la protection des données à caractère personnel du 18 juin 1984 (RSV 235.101)  (abrogé?)
- Loi sur l'information du public, la protection des données et l'archivage (LIPDA) du 9 octobre 2008 et Règlement d'exécution de la loi sur l'information du public, la protection des données et l'archivage (RèLIPDA) du 6 décembre 2010

Canton de Vaud
- Loi sur l'information du 24 septembre 2002 (LInfo) (BLV 170.21)
- Règlement d'application de la loi du 24 septembre sur l'information (RLInfo)  (BLV 170.21.1)
- Règlement de l’ordre judiciaire sur l’information (ROJI) du 13 juin 2006  (BLV 170.21.2)
- Loi sur la protection des données personnelles du 11 septembre 2007 (LPrD)(BLV 172.65)
- Règlement d'application de la loi du 11 septembre 2007 sur la protection des données personnelles, du 29 octobre 2008 (RLPrD) (BLV 172.65.1)
- Loi sur l'archivage du 14 juin 2011 (LArch) (BLV 432.11)
- Règlement d’application de la loi du 14 juin 2011 sur l’archivage, du 19 décembre 2011 (BLV 432.11.1)
- Arrêté ordonnant la remise aux Archives cantonales des anciens plans cadastraux et terriers, 13 août 2001 (BLV 432.11.1.2)
- Arrêté ordonnant la remise aux Archives cantonales des anciens registres et autres documents du gouvernement antérieurs à 1803, en vigueur dès le 22 janvier 1946 (BLV 432.11.1.1)

- Gilbert Coutaz, Christian Giilliéron, Loi sur l'archivage. Contexte, règlement d'application et lois connexes [lois sur l'information et sur la protection des données personnelles], Chavannes-près-Renens: Archives cantonales vaudoises, 2012, 65 p.

Canton de Zoug
- Archivgesetz vom 29. Januar 2004 (BGS 152.4)
- Datenschutzgesetz vom 28. September 2000 (BGS 157.1)
- Datensicherheitsverordnung (DSV) vom 16. Januar 2007 (BGS 157.12)

Canton de Zürich
- Archivgesetz vom 24. September 1995 (LS 432.11)
- Archivverordnung vom 9. Dezember 1998 (LS 432.111)